# Anticonceptiepil

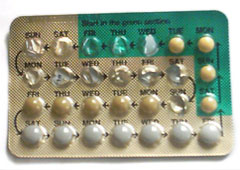
Aangebroken Engelstalige strip anticonceptiepillen, 2005.

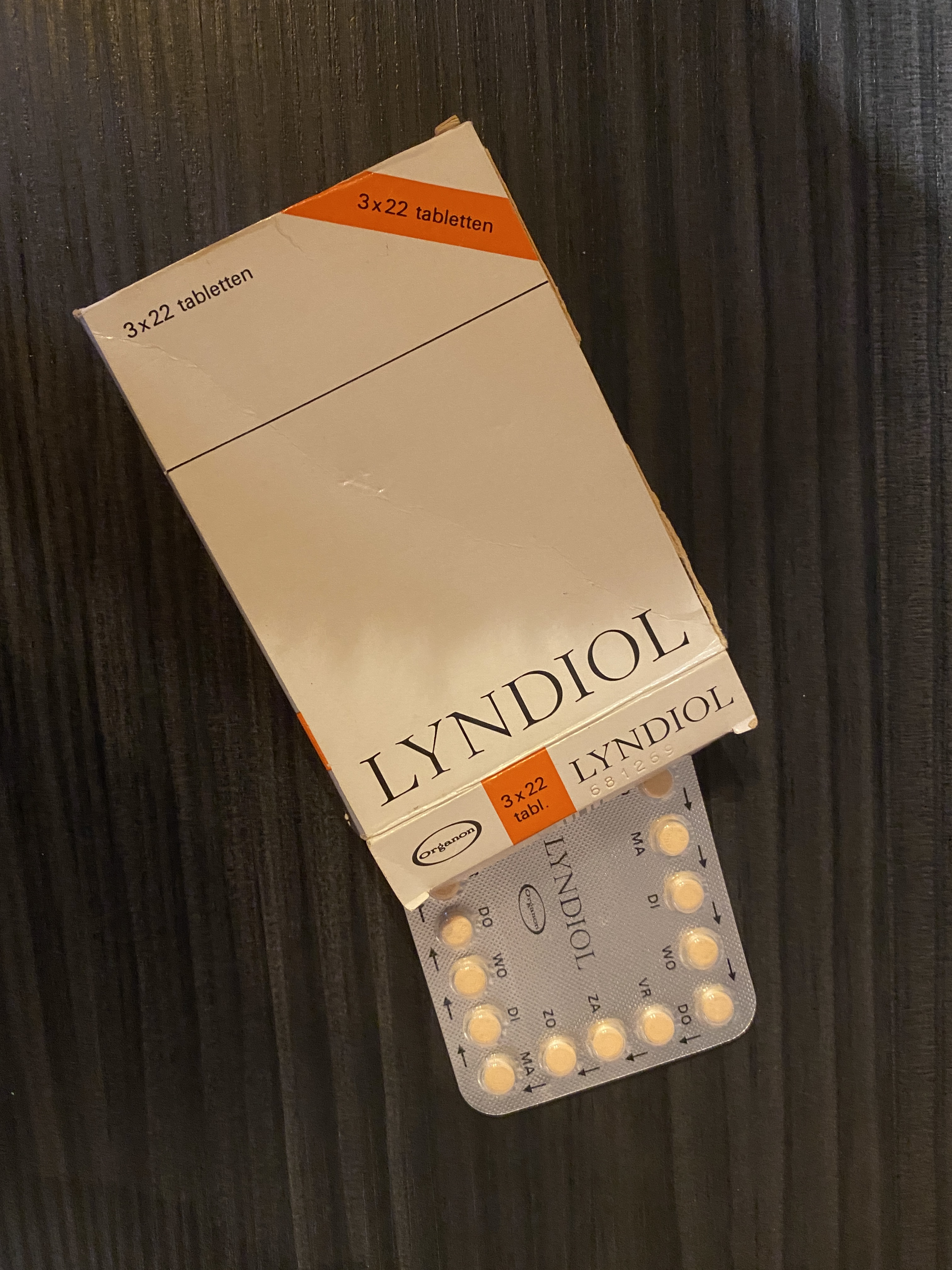
Strip anticonceptiepillen, 1974

De anticonceptiepil (kortweg de pil) is de meest gebruikte methode van anticonceptie in de Lage Landen, waar deze in 1962 als Lyndiol door Organon werd geïntroduceerd. In Nederland kwam de anticonceptiepil in 1964 beschikbaar. Sinds 1997 is in Nederland enkel een doktersrecept nodig bij de eerste uitgifte.
De pil is opgenomen in de lijst van essentiële geneesmiddelen van de Wereldgezondheidsorganisatie (WHO).

## De uitvinding
De uitvinding van de pil wordt doorgaans toegeschreven aan de Amerikaan Gregory Pincus, die zijn ontdekking in 1960 deed. De Nederlandse scheikundige Max de Winter (1920-2012) wordt gezien als de belangrijkste man achter een van de eerste wereldwijd succesvolle anticonceptiepillen, in 1962. De Belgische gynaecoloog Ferdinand Peeters (1918–1998) wordt veelal beschouwd als de grondlegger van een van de eerste veilige, wereldwijd gebruikte anticonceptiepillen, 1960-1961.

## De werking
De anticonceptiepil heeft een drievoudige werking: in hoofdzaak wordt bevruchting voorkomen doordat ovulatie wordt onderdrukt, daarnaast zorgt de progesteron er voor dat het baarmoederslijmvlies niet groter wordt waardoor innesteling van een bevruchte eicel (blastocyste) wordt voorkomen. Bovendien maakt de pil het slijm van de cervix dikker, waardoor het sperma moeilijker bij de eicel kan komen.

## Samenstelling
De actieve ingrediënten zijn hormonen, te weten een oestrogeen en een progestageen:
- De oestrogene component betreft ethynylestradiol (EE). In de allereerste pil zat 50 microgram EE. Dit gaf echter veel bijwerkingen. Toen nader onderzoek aantoonde dat met minder EE ook voldoende effect bereikt kon worden, werd de dosis EE steeds verder verlaagd. Zo ontstonden de sub-fifty-pillen. Vervolgens kwamen de sub-thirty-pillen, en er bestaan inmiddels ook sub-20-pillen.
- De progestagene component bestaat uit een eerste, tweede of derde generatie progestageen. Tegenwoordig worden vooral de tweede en derde generatie progestageen gebruikt.

## Gebruik
Aangezien anticonceptie verschillend aangepakt kan worden, is de pil in van elkaar afwijkende verpakkingswijzen te verkrijgen:
- Eenfasige pil: de eenvoudigste aanpak die bestaat uit een enkele concentratie van de twee hormonen. Die moet gedurende drie weken worden genomen, waarna één week volgt waarin geen tablet hoeft te worden geslikt. Tegenwoordig (t.w. eerste decennium van de 21e eeuw) worden de eenfasige, sub-fifty-pillen van de tweede generatie progestageen het meest voorgeschreven.[6]
- Meerfasige pil: medici en farmaceuten onderscheiden bij deze aanpak 2 of 3 verschillende fasen in de hele menstruatiecyclus. De tabletten hebben per fase een eigen kleur en op de strip staat een volgweg met het oog op een foutloze inname. Soms wordt ook een pil zonder hormonen bijgeleverd voor de dagen waarop feitelijk geen tablet hoeft te worden ingenomen.

De pil in de vorm van een tablet moet dagelijks worden ingenomen. Het 1% zwangerschappen dat ondanks pilgebruik voorkomt, wordt voornamelijk toegeschreven aan het vergeten van de pilinname of hieraan dat de vrouw na de inname heeft overgegeven. Diarree speelt vrijwel nooit een rol. In beide gevallen is het verstandig bijkomende methoden van anticonceptie ter aanvulling toe te passen. Op de bijsluiter van de pil staan vaak nog details.

## Regelend effect
De effectiviteit van de pil kan gering zijn wanneer de dosis te laag is om de vruchtbaarheid van de vrouw te onderdrukken. Ook kan de werking verminderd worden door interacties met andere medicijnen als antibiotica en antidepressiva. Dit zijn echter grote uitzonderingen. De pil is in ieder geval effectief als er 14 dagen een dosis is ingenomen. De hoogste betrouwbaarheid wordt statistisch bereikt bij het starten met een nieuwe strip op de eerste dag van de menstruatie (ook wel 'maandstonde').
De pil wordt ook — overeenkomstig de eerste toepassing (zie Maatschappelijke achtergronden) — voorgeschreven bij menstruatieproblemen (te veel bloed, veel pijn, onregelmatig bloedverlies). In dit geval zorgt de pil meestal voor minder menstruatieklachten, minder bloedverlies en voor een regelmatiger (zelf te bepalen) menstruatiecyclus.
Bij de meeste typen anticonceptiepil wordt gedurende drie weken iedere dag een pil geslikt, waarna een week wordt gestopt. In die week vindt een bloeding plaats. Dit is geen gewone menstruatie, maar een zogenaamde onttrekkingsbloeding, er is immers geen eitje gerijpt. Tijdens die pilloze week kan de vrouw niet zwanger raken. Zodra meer dan een week geen pillen zijn genomen neemt het risico echter snel toe.
Het is ook mogelijk de pil te slikken zonder stopweek: pil-continue. Dit kan uitsluitend met de eenfasige pil. Er zijn geen maandelijkse bloedingen meer, maar er kunnen wel af en toe spontane bloedingen ('doorbraakbloedingen') optreden. Eén of twee keer per jaar is normaal. Ook is het mogelijk dat een bloeding optreedt nadat de pil op een afwijkend tijdstip is ingenomen. Dit type gebruik is niet onveilig en verhoogt de kans op baarmoederkanker niet. Er zijn gynaecologen die deze methode voorstaan: zij wijzen erop dat een vrouw in haar natuurlijkste toestand niet maandelijks menstrueert, immers vóór de moderne tijd had een vrouw in de vruchtbare leeftijd geen keuze: ze was of zwanger, of ze ovuleerde niet omdat ze borstvoeding gaf. Toch wordt deze methode maar in een minderheid van de gevallen toegepast, zelfs nu dat de mening dat het noodzakelijk is om af en toe een week te stoppen, om een onttrekkingsbloeding te kunnen krijgen, bij wijze van grote schoonmaak, onjuist is gebleken.

## Bijwerkingen
Nadat de eerste generatie vrouwen elke dag de pil ging slikken, werd langzaam duidelijk dat er niet alleen voordelen aan zaten. Vrouwen klaagden onder andere over vermoeidheid en libidoverlies. Men kwam zelfs tot de conclusie dat borstkanker een gevolg kon zijn.
Vooral tijdens de eerste maanden van het gebruik is er sprake van onregelmatig vaginaal bloedverlies. Gevoelige of pijnlijke borsten komen voor. Met name in het eerste jaar van gebruik is er een verhoogd risico op veneuze trombose (diepveneuze trombose en longembolie) met soms een fatale afloop. Hierbij gaat het echter om kleine kansen, in de orde van 1 op 10.000 gebruiksters.
Andere klachten kunnen zijn hoofdpijn, migraine, verandering in libido en een depressieve stemming. Misselijkheid en braken komen soms voor. Veranderingen in vaginale afscheiding en huidaandoeningen zoals huiduitslag, erythema nodosum of multiforme en lichtgevoeligheid behoren minder tot de bijwerkingen. Sommige vrouwen merken op dat ze meer vochtvasthouden en daardoor ook wat zwaarder worden. Onregelmatig bloedverlies ('spotting' en doorbraakbloedingen) en amenorroe behoren eveneens tot de klachten, vooral bij een lagere dosis oestrogeen.
Vrouwen die de anticonceptiepil gebruiken lopen een verhoogd risico op borstkanker: 24% verhoogd risico. Na 1-4 jaar gestopt te zijn met de pil is het aanvullend risico verlaagd naar 16% en na 5-9 jaar gestopt te zijn naar 7%.
Een contra-indicatie om de combinatiepil (oestrogenen en progestagenen) voor te schrijven is onder andere een doorgemaakt myocardinfarct (hartaanval). Ook aandoeningen zoals een ischemische CVA, diepveneuze trombose en longembolie zijn een contra-indicatie. Bij ernstige leverstoornissen, een stollingsfactordeficiëntie en hormoonafhankelijke tumoren wordt de combinatiepil ook niet voorgeschreven.
Een wetenschappelijke studie (gepubliceerd in 2019) onderzocht de gegevens van ongeveer 1000 tienermeisjes, verzameld in de periode 2005 en 2015, die orale anticonceptiepillen namen. De onderzoekers concludeerden dat meisjes die anticonceptiepillen slikten een verhoogde kans hadden op symptomen gerelateerd aan depressies. Het onderzoek kon echter geen oorzakelijk verband aantonen tussen de anticonceptiepil en het ontstaan van een depressie, daarnaast verdwijnen de symptomen vanzelf na verloop van tijd. 
Volgens een studie uit 2023 hebben vrouwen die de anticonceptiepil gebruiken een verhoogd risico op depressie. Dit zou met name een risico zijn voor tienermeisjes. Deze studie, waaraan 264.000 vrouwen hebben meegewerkt, is gepubliceerd in het vakblad Epidemiology and psychiatric sciences.

## Oordeel CBG in 2014
Het College ter Beoordeling van Geneesmiddelen publiceerde op 3 februari 2014 gegevens van een groot Europees onderzoek naar het risico op veneuze trombo-embolie (VTE) bij het gebruik van gecombineerde hormonale anticonceptiemiddelen.

## Maatschappelijke achtergronden

### Introductie als middel tegen menstruatiestoornissen
De pil kwam eind jaren vijftig in de Verenigde Staten als een nieuw middel tegen menstruatiestoornissen op de markt. Het was ontwikkeld als voorbehoedmiddel, maar het werd te riskant gevonden het expliciet als 'voorbehoedmiddel' te introduceren, zodat op de bijsluiter als bijwerking tijdelijke onvruchtbaarheid werd vermeld. De ruimere verspreiding van de pil kwam in het begin van de jaren zestig van de 20e eeuw, toen men ook in Europa dit middel als voorbehoedmiddel afficheerde. Dit is een van de aanleidingen geweest voor de seksuele revolutie.

### Invloed op het milieu
Onderzoek heeft aangetoond dat het synthetisch oestrogeen ethinylestradiol moeilijk afbreekbaar is in de vrije natuur. Vrijgekomen in het milieu kan het deels endocriene disruptie veroorzaken, wat de seksuele ontwikkeling en de voortplanting van vissen verstoort. Het is echter een mythe dat de pil hiervan de bron zou zijn. Het overgrote deel is afkomstig uit de landbouw en chemische industrie.

### Pil en abortus
Wanneer de pil het innestelen van een embryo voorkomt, kan dit door mensen die vinden dat het leven begint bij de bevruchting, worden gezien als een chemische vorm van abortus. Dit is voor sommigen een van de redenen om de anticonceptiepil af te wijzen. Een deel van de geneeskundigen ziet pilgebruik als een abortus, terwijl de meeste groepen van abortusactivisten dit probleem vermijden door het begin van het leven te definiëren met de innesteling van het embryo in de baarmoederwand. De sterkste anticonceptieve werking van de normale pil ligt in het voorkomen van ovulatie, zodat er al helemaal geen rijpe eicel ontstaat, en voorkoming van bevruchting door ondoordringbaar worden van het slijm in de baarmoederhals voor spermatozoön, zodat er zelfs als er een eicel is geen bevruchting optreedt.